# Сан-Джермано-деи-Беричи
Сан-Джермано-деи-Беричи (итал. San Germano dei Berici) — коммуна в Италии, располагается в провинции Виченца области Венеция.
Население составляет 1167 человек (2008 г.), плотность населения составляет 78 чел./км². Занимает площадь 15 км². Почтовый индекс — 36040. Телефонный код — 0444.
Покровителем коммуны почитается святой Герман, епископ Капуи, празднование 30 октября.

## Демография
Динамика населения:

## Администрация коммуны
- Официальный сайт: